# البنائين
قرية البنائين هي إحدى القرى التابعة لمركز البرلس في محافظة كفر الشيخ في جمهورية مصر العربية. حسب إحصاءات سنة 2006، بلغ إجمالي السكان في البنائين 10567 نسمة، منهم 5230 رجل و5337 امرأة.